# Wainia guichardi
Wainia guichardi är en biart som först beskrevs av Van der Zanden 1991.  Wainia guichardi ingår i släktet Wainia och familjen buksamlarbin. Inga underarter finns listade i Catalogue of Life.